# Parlamentsvalget i Montenegro 2012
Parlamentsvalget i Montenegro 2012 blev afholdt i Montenegro den 14. oktober 2012. Resultat var en sejre for den sidende regeringskoalition ledet af Milo Đukanović. Ved valget skulle der i alt vælges 81 repræsentanter.

## Valgresultat
| Parti                                                                                       | Stemmer | %     | Mandater | +/– |
| ------------------------------------------------------------------------------------------- | ------- | ----- | -------- | --- |
| Koalition for et Europæisk Montenegro                                                       | 165.380 | 45,6  | 39       | –6  |
| Demokratisk Front                                                                           | 82.773  | 22,82 | 20       | +7  |
| Montenegros Socialistisk Folkeparti                                                         | 40.131  | 11,06 | 9        | –7  |
| Positive Montenegro                                                                         | 29.881  | 8,24  | 7        | +7  |
| Bosniak Parti                                                                               | 15.124  | 4,17  | 3        | +1  |
| Serbisk Sammenhold                                                                          | 5.275   | 1,45  | –        | –   |
| For Sammenhold                                                                              | 5.244   | 1,45  | 1        | –1  |
| Albanien Koalitionen                                                                        | 3.824   | 1,05  | 1        | –   |
| Serbisk Nationale Alliance                                                                  | 3.085   | 0,85  | –        | –   |
| Albanernes Demokratisk Union                                                                | 2.848   | 0,79  | 0        | –1  |
| Hrvatska građanska inicijativa                                                              | 1.470   | 0,4   | 1        | –   |
| Sammen                                                                                      | 1.384   | 0,38  | –        | –   |
| Albaniens Ungdoms Alliance                                                                  | 531     | 0,15  | –        | –   |
| Ugyldige/blanke stemmer                                                                     | 5.764   | 1,59  | –        | –   |
| Total                                                                                       | 362.714 | 100   | 81       | –   |
| Registrerede vælgere/deltagelse                                                             | 514.055 | 70,56 | –        | –   |
| Kilde: State Electoral Commission of Montenegro Arkiveret 5. april 2010 hos Wayback Machine |         |       |          |     |

## References
1. ↑  "Montenegro to hold October election as EU talks begin". Reuters. Arkiveret fra originalen 24. september 2015. Hentet 2012-10-19.

| Valg | Spire Denne valgsartikel er en spire som bør udbygges. Du er velkommen til at hjælpe Wikipedia ved at udvide den. |